# Julien de Médicis (évêque)
Pour les autres membres de la famille, voir Famille de Médicis.
Julien de Médicis, ou, en italien, Giuliano di Pierfrancesco de' Medici, né à Florence vers 1520, mort au château d'Auriol le 28 juillet 1588, est un prélat italien qui fut titulaire d'évêchés et d'abbayes français.

## Biographie
Fils de Pierfrancesco de Médicis le Jeune et de Maria Soderini, il était le frère de Lorenzino de Médicis, rendu célèbre par le drame de Musset, Lorenzaccio. Après la mort prématurée de son père il fut élevé par sa mère et sa famille dans la Villa del Trebbio. En 1526, devant l'arrivée des lansquenets à Florence, il se réfugia avec son frère à Venise.
Lorsque Lorenzino assassina son cousin le duc Alexandre de Médicis (1537), Julien s'enfuit à Bologne, puis à nouveau à Venise. Après la bataille de Marciana, probablement accompagné de son cousin Pierre Strozzi, il se réfugia en France, chez sa parente la reine Catherine de Médicis. 
Il se rendit à Rome en 1561 pour entrer dans l'état ecclésiastique, et à son retour en France il fut nommé, le 14 avril de la même année, évêque de Béziers, prenant la succession de son cousin Laurent Strozzi. C'est sous son épiscopat, le 6 mai 1562, que les protestants s'emparèrent de la cité biterroise : ils pillèrent la cathédrale Saint-Nazaire et détruisirent les tombeaux des évêques ainsi que celui de Jeanne de France.
Toujours à la suite de son cousin Laurent Strozzi, il devint abbé de Saint-Victor de Marseille et archevêque d'Aix-en-Provence. Les dates de 1570 et 1571, respectivement, ont été citées pour sa prise de possession de ces deux sièges, mais la Gallia Christiana Novissima conteste cette interprétation : Laurent Strozzi mort (1571), Julien de Médicis aurait été assuré de sa succession par le roi ; il ne fut préconisé, tant pour l'abbaye que pour l'archevêché, que le 29 mars 1574. Un acte de baptême du 25 juillet 1573 à Auriol où il apparaît comme parrain lui donne les titres d'évêque de Béziers et abbé de Saint-Victor ("L’an 1573 et le 25 de juillet a été baptisé Julien Lantelmy, fils de messire François Lantelmi. Le parrain monseigneur le Révérendissime et Illustrissime Julian de Medicis, evêque de Béziers et abbé de St-Victor, la marraine, Catherine Blanque. Signé Balthasar Aye, prêtre").
Après la mort de Cosme Ier, il se réconcilia avec le nouveau grand-duc Ferdinand Ier (1574), et il se rendit à Florence en 1576. 
Il fut transféré ensuite à l'évêché d'Albi, où il fut nommé le 28 mars 1576 mais n'arriva dans la ville que le 18 mai 1577 ou il logea au couvent des Frères Prêcheurs et fit son entrée solennelle le lendemain. La porte de Vigan étant fermée à cause des guerres de religion il passa par la porte de Verdusse. Durant son administration il mit un zèle particulier à rétablir la paix et l'union parmi ces diocésains. quelques-unes sont relatives à Carlus et de Salvagnac qui seront assiégées durant les guerres de religion.
 
Le 5 février 1580 il autorise les religieux Carmes, dont la maison placée hors la ville venait être détruite à cause guerres de religion à construire un couvent et une église au lieu appelé alors Castelnau.

Julien de Médicis fut le fondateur deu couvent des Capucins, placés en 1584 au Castelviel et transféré peu de temps après au faubourg du Bout-du-Pont.
Son cousin Alexandre Canigiani lui succéda à Aix. Le 19 juillet 1584, il obtint du roi Henri III l'autorisation de résigner l'abbaye de Saint-Victor en faveur de son cousin Robert Frangipani, son neveu, patrice romain et clerc du diocèse de Rome ; ce dernier eut ses bulles le 1er juin 1585. Julien, archevêque de Médicis, évêque d'Albi, garda la jouissance du château d'Auriol, en Provence, avec le titre de vicaire général de l'abbé de Saint-Victor ; il y mourut le 28 juillet 1588 (probablement d'hydropisie), et il fut inhumé dans une des chapelles du cloître de Saint-Victor.

## Sources
- (it) Cet article est partiellement ou en totalité issu de l’article de Wikipédia en italien intitulé « Giuliano di Pierfrancesco de' Medici » (voir la liste des auteurs).
- J.H. Albanès, Gallia Christiana Novissima, vol. I, 1re partie, Province d'Aix, Montbéliard, Paul Hoffmann, 1895, col. 123-126.
- Dom Claude Devic, dom Joseph Vaissète, Histoire générale de Languedoc, vol. IV, Toulouse, Privat, 1876 (réimp. 2003) (ISBN 978-2-84575-165-1 et 2-84575-165-6), pp. 271 et 389.